# 에스라 알샤페이
에스라 알샤페이(아랍어: إسراء الشافعي, 1986년 7월 23일 ~ )는 바레인의 민권 운동가, 블로거이다. 바레인에 본부를 둔 비영리 단체인 마잘(Majal)과 크라우드보이스(CrowdVoice.org)를 포함한 관련 사업의 설립자 겸 사무총장이다.

## 생애
에스라 알샤페이는 2006년에 바레인에 본부를 둔 비영리 단체인 마잘(Majal)을 설립했다. 이 단체는 중동과 북아프리카에서 반체제 의견을 증폭시키는 데에 초점을 맞추고 있다. 또한 TED 펠로이자 에코잉 그린(Echoing Green) 펠로로서 CNN의 조지 웹스터 기자로부터 "자유 언론의 거침없는 지지자"라는 평가를 받았다.
에스라 알샤페이는 2011년에 미국의 비즈니스 잡지인 《패스트 컴퍼니》(Fast Company)가 선정한 "가장 창의적인 기업인 100명"에 관한 명단에 이름을 올렸다. 2011년 미국의 뉴스 웹사이트인 《더 데일리 비스트》는 에스라 알샤페이를 "세계에서 가장 용감한 블로거 17명" 가운데 한 사람으로 선정했다. 에스라 알샤페이는 사회 변화의 수단으로서의 음악의 창시자 가운데 한 사람으로서 중동과 북아프리카에서 활동하는 언더그라운드 음악가들을 위한 최대 규모의 플랫폼인 미드이스트 튠스(Mideast Tunes)를 설립했다.
에스라 알샤페이는 2008년에 미국 하버드 법학대학원 산하 버크먼 클라인 인터넷 소사이어티 센터(Berkman Klein Center for Internet & Society)로부터 "인터넷에 대한 탁월한 기여와 그것이 사회에 미치는 영향"을 인정받아 버크먼 인터넷 혁신상을 수상했다. 2012년에는 오픈 소스 플랫폼 크라우드보이스(CrowdVoice.org)에서의 작업을 통해 셔틀워스 재단(Shuttleworth Foundation)으로부터 펠로십(Fellowship) 칭호를 받았다.
에스라 알샤페이는 2011년에 "인류의 발전을 위한 미디어의 혁신적인 사용"을 인정받아 모나코 미디어상을 수상했다. 2014년에는 《포브스》가 선정한 "세계에 영향을 미치는 30세 이하의 사회적 기업인 30명"에 관한 명단에 이름을 올렸다. 세계 경제 포럼은 에스라 알샤페이를 "2015년 세상을 바꾸는 여성 15명" 가운데 한 사람으로 선정했다. 에스라 알샤페이는 2015년에 프리 프레스 언리미티드(Free Press Unlimited)로부터 "가장 용기 있는 미디어상"을 수상했다.
에스라 알샤페이는 2017년에 미국 MIT 미디어 랩 이사로 선정되었다. 또한 위키미디어 재단이 주최한 2017년 위키마니아 행사에서 기조 연설을 했고 같은 해 12월에는 위키미디어 재단 이사회로부터 이사로 임명되었다. 2018년에는 영국 방송 협회(BBC)가 선정한 100명의 여성 명단에 이름을 올렸다.

## 배경
에스라 알샤페이의 자신의 증언을 통해 어린 시절에 이주 노동자들을 비인간적으로 대하는 모습을 목격한 것을 회상한다. 이는 중동의 젊은이들에 대한 전형적인 미디어 묘사와 함께 에스라 알샤페이가 중동의 청년 네트워크를 찾도록 자극했다. 시간이 지나면서 그러한 네트워크는 중동 내의 다른 민권 이슈들을 포함할 정도로 확장되었고 전 세계에 도달하는 다양한 범위의 플랫폼을 만들기 위해 확장되었다.
우리는 우리의 인류와 우리의 미래를 우리의 손에 맡기기를 원하고 우리는 그러한 권리를 위해 싸우기 위해 인터넷과 다른 형태의 기술을 사용합니다. — 에스라 알샤페이

에스라 알샤페이는 2006년에 워드프레스를 통해 블로그를 시작했다. 에스라 알샤페이는 트위터를 사용해서 의사소통을 했지만 자신의 트윗이 입소문을 타면 삭제했다고 한다.
메탈이나 록 행사에 참석하는 것의 결과는 중동의 청년들이 자주 제기하는 토론의 주제입니다.
걱정스러운 것은 청년들만이 아니라 자신의 직업을 걸고 싶지 않은 전문가들입니다. 특히 여성들은 자신의 명예를 훼손하는 것에 대해 우려를 표합니다.
이러한 모임에 참석하기 위해 몰래 준비하는 사람들을 많이 보게 될 것입니다. — 에스라 알샤페이

에스라 알샤페이의 음악 스트리밍 사이트는 언더그라운드 음악이 중동, 북아프리카와 같이 고립된 시장을 관통하는 방법으로 여겨졌다. 에스라 알샤페이의 사이트는 기존의 주류 음악 스트리밍 사이트에서는 찾아볼 수 없는 대중들에게 정보를 밀어낼 수 있다는 점이 특징이다. 에스라 알샤페이의 블로그는 세계 정보의 원천이 되었다. 에스라 알샤페이는 CNN과 허프포스트를 위해 블로그를 만들었다.